# Британская Территория в Индийском Океане
Брита́нская Террито́рия в Инди́йском Океа́не (англ. British Indian Ocean Territory), иногда просто Ча́гос (англ. Chagos) — заморская территория Великобритании, существующая с 8 ноября 1965 года, расположенная в Индийском океане южнее Мальдив. Образована в результате выделения архипелага Чагос из Британского Маврикия и островов Альдабра, Фаркуар и Дерош из Сейшельских островов в отдельную заморскую территорию. 23 июня 1976 года острова Альдабра, Фаркуар и Дерош были возвращены в состав Сейшел, и таким образом в составе территории остался только архипелаг Чагос. Отделение Великобританией архипелага Чагос от Маврикия не признается международным сообществом, в документах ООН архипелаг фигурирует в качестве части Маврикия. Согласно конституции Республики Маврикий архипелаг Чагос, включая остров Диего-Гарсия, является частью её административно-территориальной единицы Внешние острова Маврикия.
3 октября 2024 года между Великобританией и Маврикием достигнуто политическое соглашение о передаче архипелага Чагос под суверенитет Маврикия. 22 мая 2025 года Великобритания и Маврикий подписали договор о передаче суверенитета над архипелагом Чагос, включая остров Диего-Гарсия, Маврикию. Согласно договору Великобритания возьмёт остров Диего-Гарсия в аренду сроком на 99 лет с даты подписания договора, и будет выплачивать Маврикию в среднем 101 миллион фунтов стерлингов в год в течение срока аренды. Договор вступит в силу в первый день первого месяца, следующего за датой обмена ратификационными нотами, которыми стороны уведомят друг друга о выполнении ими всех внутренних требований и ратификационных процедур.

## География

Карта архипелага Чагос

Британская Территория в Индийском Океане расположена в 1770 км к востоку от Сейшельских островов. В её состав входит 55 островов. Площадь — 60 км², протяжённость береговой линии — 698 км. Площадь крупнейшего и самого южного острова — Диего-Гарсии составляет 44 км². Климат — жаркий, влажный, смягчается ветром. Рельеф — горизонтальный и низкий, бо́льшая часть территории поднимается над уровнем моря не более чем на 2 метра. Расположенный в центре Индийского океана, где циклоны не образуются, архипелаг является стратегически важным.

## История
Остров Диего-Гарсия был открыт в 1512 году Педру ди Машкареньяшем, который назвал её островом Дом Гарсии. Права на территорию предъявила Португалия, однако колонизирована она не была. В 1559 году название впервые появилось на карте. 23 сентября 1721 года права на управление территорией предъявила Франция, планировавшая включить его в состав колонии Маврикий. В январе 1745 года состоялась первая официально зарегистрированная высадка на остров матросов с британского корабля «Пелэм». В 1768 году на острове высадился капитан I ранга — француз Марион-Дюфрен. В 1785 году на острове было основано первое французское поселение. С 27 апреля по октябрь 1786 года права на управление островами Чагос и Диего-Гарсия оспаривала Великобритания. В том же году острова были аннексированы Францией, которая, в свою очередь, основала на островах кокосовые плантации, кокосы с которых позже использовались при производстве копры. Для работы на плантациях на Чагос вывозились рабы из Африки. 17 мая 1810 года острова вошли в состав британской колонии Сейшельские острова. 30 мая 1814 года в Парижском договоре была закреплена принадлежность островов Великобритании. 31 августа 1903 года острова Чагос, выйдя из состава колонии Сейшельские острова, вошли в состав колонии Маврикий. В феврале 1942 года Великобритания ввела на остров Диего-Гарсия войска, которые дислоцировались там вплоть до сентября 1945 года.
8 ноября 1965 года архипелаг Чагос из состава колонии Британский Маврикий и острова Альдабра, Фаркуар и Дерош из состава колонии Сейшельские острова образовали Британскую Территорию в Индийском Океане. 17 июля 1966 года началась продолжавшаяся до 1973 года эвакуация местного населения (потомков африканских рабов и индийцев, работавших на плантациях) по выбору — на Сейшельские острова или Маврикий, бо́льшая часть островитян предпочла последний. Незначительная их часть эмигрировала в Великобританию. 30 декабря 1966 года, согласно лизинговому соглашению между Великобританией и США, на острове Диего-Гарсия была основана база. 3 апреля 1967 года все плантации на островах были приобретены Великобританией. 24 марта 1971 года американские моряки начали постройку на Диего-Гарсии станции радиосвязи, которая была закончена к 20 марта 1973 года. 29 июня 1976 года острова Альдабра, Фаркуар и Дерош вошли в состав получившего независимость государства Сейшельские острова. 1 октября 1977 года на Диего-Гарсии открылась база материально-технического обеспечения ВМС США. Увеличение числа военных сооружений в конце 1970-х — 1980-х годах было воспринято враждебно соседними государствами, которые считали базу демилитаризованной зоной Индийского океана. Во время войны 1990—1991 годов в Персидском заливе, вторжения США в Афганистан в 2001 году и начального этапа войны в Ираке (2003 год) с Диего-Гарсии было совершено несколько вылетов[чего?][куда?][зачем?].
2 ноября 2000 года Верховный суд Великобритании объявил недействительным приговор об изгнании 1971 года. Он предоставил жителям островов право вернуться на родину, за исключением Диего-Гарсии; островитяне посчитали, что право на репатриацию было им предоставлено в связи с подписанием какой-то резолюции. В постановлении численность чагосцев была указана в размере 5000 человек. Американские и британские чиновники отнеслись к указу отрицательно. 11 июня 2004 года суд Британской территории в Индийском океане свёл на нет[прояснить] судебное постановление 2000 года. 11 мая 2006 года Верховный суд Великобритании опроверг[прояснить] резолюцию 2004 года. В 2007 году правительство Великобритании под давлением апелляционной инстанции опровергло[прояснить] своё постановление, чем вызвало критику со стороны членов Палаты лордов. 22 октября 2008 года пять лордов-судей Великобритании проголосовали в поддержку постановления о недопустимости возвращения островитян на родину. В апреле 2010 года правительство Великобритании обнародовало решение о создании морского резервата площадью 544 тыс. км² близ островов и крупного охраняемого района, в пределах которого ловля рыбы была запрещена. Многие чагосцы выразили неодобрение и заявили, что они бы вернулись на родину, если бы не запрет. 20 декабря 2012 года Европейский суд по правам человека прекратил дело, заявив о возможности репатриации местных жителей Чагоса на остров. 16 ноября 2016 года МИД Великобритании подтвердил действие запрета на возвращение коренных жителей на архипелаг. Премьер-министр Маврикия, в свою очередь, озвучил планы по обращению в Международный суд ООН в связи с этим решением британского правительства. Британский министр иностранных дел Борис Джонсон обратился к Индии и США за поддержкой для решения этого вопроса. В июне 2017 года Генеральная Ассамблея ООН большинством голосов (США были против) поддержала резолюцию, предложенную Маврикием о необходимости обращения в Международный суд ООН по вопросу о правовом статусе Чагоса. В феврале 2019 года Международный суд ООН обязал Великобританию передать контроль над группой островов Чагос в Индийском океане государству Маврикий и «завершить деколонизацию территории с учётом реализации права жителей на самоопределение», признав «незаконным» отделение островов от Маврикия в 1965 году и их включение в британскую территорию в Индийском океане.

## Население
Несмотря на отсутствие постоянного населения, на островах дислоцируются 4000 человек военнослужащих и гражданского персонала, обслуживающих базу.

## Управление
Территорией управляет комиссар Министерства иностранных дел и по делам Содружества, резиденция которого расположена в Лондоне.

## Почта
Почтовые услуги осуществляются почтовым отделением с острова Диего-Гарсия. Входящая почта принадлежит почтовым отделениям США и Великобритании.

## Экономика
Никакой экономической, промышленной и сельскохозяйственной деятельности на островах не ведётся. С целью усиления гарнизона осуществляется строительство военных объектов и других сооружений (оборонные сооружения различного рода). Вся хозяйственная деятельность сосредоточена на крупнейшем острове Диего-Гарсия, на котором расположены военные сооружения Великобритании и США. На островах имеются природные ресурсы: кокосы, рыба и сахарный тростник. Главной экспортной культурой является сахарный тростник. Территория обменивается валютой[прояснить] путём оформления рыболовных лицензий и продажи почтовых марок.